# Macrochiton
Macrochiton is een geslacht van rechtvleugeligen uit de familie sabelsprinkhanen (Tettigoniidae). De wetenschappelijke naam van dit geslacht is voor het eerst geldig gepubliceerd in 1895 door Redtenbacher.

## Soorten
Het geslacht Macrochiton omvat de volgende soorten:
- Macrochiton adjutor Brunner von Wattenwyl, 1895
- Macrochiton heros Brunner von Wattenwyl, 1895
- Macrochiton macromelos Montealegre-Z. & Morris, 1999
- Macrochiton pallidespinosus Brunner von Wattenwyl, 1895